# Dřevěný kostel svatého Petra a Pavla (Albrechtice, okres Karviná)
Dřevěný římskokatolický kostel svatého Petra a Pavla v obci Albrechtice nahradil v 18. století starší dřevěný kostel neznámého zasvěcení. Je chráněn jako kulturní památka České republiky. V dnešní době se v něm konají bohoslužby pouze výjimečně a je zároveň zbaven vnitřního vybavení, které je uloženo v novém kostele stejného zasvěcení.

## Historie
Prvá zmínka o filiálním kostele v Albrechticích pochází z roku 1447. Z předreformačních dob se nám o něm mnoho zpráv nezachovalo. Kostel byl později v užívání luteránů, kterým byl odebrán roku 1654. Vizitátoři usuzovali, že je kostel zasvěcen svatému Michalu, neboť se krmáš odbýval v neděli po jeho svátku. Kostel byl již tehdy velmi zchátralý, navíc byl často stíhán povodněmi. Roku 1766 musel být následkem dalších povodní a napadení hnilobou kostel stržen. Ještě téhož roku byl tesařem Janem Glombkem vystavěn kostel nový, jenž zde stojí dodnes. Jan Glombek o 13 let později vystavěl kostel i v nedaleké Stonavě, jenž byl stržen před 1. světovou válkou.
Albrechtičtí žádali roku 1887 o zřízení samostatné farnosti, zemská vláda v Opavě tento záměr zamítla. Roku 1890 byly do kostela zakoupeny varhany. V létě 1910 do kostela udeřil blesk, naštěstí však nezpůsobil požár, pouze kostel poničil. Mezi lety 1935–1938 byl v obci vystavěn nový zděný kostel, přičemž význam kostela starého poklesl. Stal se opakovaně cílem zlodějů, proto byl inventář přenesen na faru a do nového kostela.

## Architektura
Kostel je jednoduchého obdélného půdorysu s trojbokým závěrem lodi. Roubená konstrukce je celá z vnějšku pobita svislými deskami jejichž styčné plochy jsou překryty laťováním. Střecha je sedlová, dvouspádová, krytá šindelem. Zajímavá je konstrukce věže, která je oproti tradičnímu užití štenýřové konstrukce roubená v celé své výšce. Věž je zastřešena cibulí, která byla pokryta plechem, nyní štípaným šindelem. Interiér je prostý inventáře, bíle vymalovaný.